# Rudolf Maria Holzapfel
Rudolf Maria Holzapfel, född 26 april 1874 i Krakow, Polen, död 8 februari 1930 i Muri nära Bern, Schweiz, var en tysk filosof.
Holzapfel vistades i ungdomen som kroppsarbetare i olika länder men studerade samtidigt filosofi och naturvetenskap.
Hans huvudarbete är Panideal (slutlig upplaga i 2 band, 1923), ett försök att sammanfatta alla intellektuella, etiska och estetiska krafter i ett "allideal". Verket Welterlebnis (2 band, 1928) undersökte det religiösa livets drivkrafter.
Holzapfel var mystiker och samlade kring sig en skara trosfränder, som verkade för lärans utbredning i Internationale panidealistische Vereinigung med säte i Zürich.